# Правителство на Леонид Соболев
Правителството на Леонид Соболев е седмото правителство на Княжество България, назначено с Указ № 466 от 23 юни 1882 г. на княз Александър I Батенберг. Управлява до 7 септември 1883 г., след което е наследено от второто правителство на Драган Цанков.

## Политика
Кабинетът поддържа Режима на пълномощията – това е основната характеристика на вътрешната му политика. Едновременно с това правителството възстановява дейността на Народното събрание и премахва цензурата върху печата. Във външната политика приоритет се дава на развитието на българо-руските отношения в политически и икономически аспект. Вижданията на генералите съвпадат до голяма степен с програмата на консерваторите, участващи в правителството. Това е и причината през първите месеци на управление между тях да съществува единодействие.
Приет е нов избирателен закон, определящ имуществения и образователния ценз. Чиновниците се лишават от право на избираемост, намалява се броят на депутатите, мандатът им се увеличава на шест години. Князът запазва правото си да назначава подпредседателя и председателя на Народното събрание. Целта на този закон е да се ограничи достъпа на либералите до властта. Резултат от неговото приемане е първата победа на консерваторите в изборите за III обикновено народно събрание – 10 декември 1882 г. В хода на работата му са приети редица закони – „Законът за териториално-административното деление“, „Законът за чиновниците“, „Законът за преобразуване на натуралния десятък в паричен данък“ и прочее.
Отношенията между генералите и консерваторите рязко се влошават във връзка с дебатите по приоритетите в жп строителството. Консерваторите настояват България първо да изпълни задълженията си по Берлинския договор – строежа на отсечката Цариброд – Вакарел, която да я свърже със Западна Европа, Руските генерали настояват за предимство на „Дунавската железница“, за осигуряване на връзките с Русия. Разногласията в кабинета принуждават Соболев и Каулбарс да търсят сътрудничество с либералите. Това кара консерваторите да напуснат правителството, а генералите концентрират цялата политическа власт в свои ръце. На мястото на напусналите консерватори като управляващи министерствата са назначени либерали.
Соболев и Каулбарс се превръщат във врагове и основна опасност за княза. За да стабилизира позициите си, княз Александър I Батенберг отново търси помощта на руския император с искането ген. Казимир Ернрот да се завърне в България и отново да поеме властта, но получава отказ. Вместо това в София е командирован руският дипломат Александър Йонин, който подкрепя кабинета. Позицията на княза се влошава и от започналата дипломатическа атака срещу България. Турция и Гърция повдигат въпроса за вакъфските имоти (собствеността върху турските чифлици), направени са опити да се закрие Екзархията. Австро-Унгария и Германия са против инициативата на княза за балканско сближаване. Тежкото международно положение и засиленото движение за възстановяване на Търновската конституция принуждават монарха да възстанови конституцията на 6 септември 1883 г. и да разпусне кабинета.

## Съставяне
Кабинетът, оглавен от Леонид Соболев, е образуван от представители на Консервативната партия и руски генерали, начело на военното министерство и на министерството на вътрешните работи.

### Кабинет
Сформира се от следните 6 министри:
| министерство                             | име | име                    | партия               |
| ---------------------------------------- | --- | ---------------------- | -------------------- |
| председател на Министерския съвет        |     | Леонид Соболев         | военен               |
| външни работи и изповедания              |     | Георги Вълкович        | Консервативна партия |
| финанси                                  |     | Григор Начович         | Консервативна партия |
| правосъдие                               |     | Димитър Греков         | Консервативна партия |
| вътрешни работи                          |     | Леонид Соболев         | военен               |
| народно просвещение                      |     | Георги Теохаров        | безпартиен           |
| обществени сгради, земеделие и търговия1 |     | Георги Вълкович (упр.) | Консервативна партия |
| военен                                   |     | Александър Каулбарс    | военен               |

- 1: – създадено е с Указ № 463 от 23 юни 1882 г.

### Промени в кабинета

#### от 17 септември 1882
| министерство                            | име | име                   | партия |
| --------------------------------------- | --- | --------------------- | ------ |
| обществени сгради, земеделие и търговия |     | Леонид Соболев (упр.) | военен |

#### от 14 януари 1883
| министерство                            | име | име                   | партия               |
| --------------------------------------- | --- | --------------------- | -------------------- |
| обществени сгради, земеделие и търговия |     | Григор Начович (упр.) | Консервативна партия |
| външни работи и изповедания             |     | Константин Стоилов    | Консервативна партия |

#### от 3 март 1883
| министерство                            | име | име                    | партия           |
| --------------------------------------- | --- | ---------------------- | ---------------- |
| финанси                                 |     | Леонид Соболев (упр.)  | военен           |
| правосъдие                              |     | Георги Теохаров (упр.) | Либерална партия |
| народно просвещение                     |     | Димитър Агура (упр.)   | Либерална партия |
| обществени сгради, земеделие и търговия |     | Михаил Хилков (упр.)   | Либерална партия |
| външни работи и изповедания             |     | Киряк Цанков (упр.)    | Либерална партия |

#### от 6 март 1883
| министерство | име | име          | партия               |
| ------------ | --- | ------------ | -------------------- |
| финанси      |     | Тодор Бурмов | Консервативна партия |

#### от 4 април 1883
| министерство    | име | име                  | партия           |
| --------------- | --- | -------------------- | ---------------- |
| вътрешни работи |     | Нестор Марков (упр.) | Либерална партия |

#### от 23 юни 1883
| министерство | име | име                   | партия           |
| ------------ | --- | --------------------- | ---------------- |
| правосъдие   |     | Христо Стоянов (упр.) | Либерална партия |

## Събития
- 22 август 1882 – С указ на княз Александър Батенберг е въведен нов избирателен закон, ограничаващ народовластието с двустепенна система, имуществен и образователен ценз.[3]
- октомври 1882 – Българо-турските дипломатически отношения са възстановени напълно с руско посредничество след близо двугодишно прекъсване заради недопускането на завръщащите се в Княжеството турски бежанци.[4]
- 10 декември 1882 – Започва работа Третото обикновено народно събрание, доминирано от консерваторите.[3]
- 13 януари 1883 – Народното събрание утвърждава устав, който трябва да превърне Българска народна банка в акционерно дружество.[5]
- 3 март 1883 – По повод на заточаването на софийския митрополит Мелетий се стига до разрив между Соболев и министрите консерватори Стоилов, Начович и Греков. Консерваторите излизат от управлението.[6]
- 28 април 1883 – След двугодишни преговори е сключена железопътна конвенция с Австро-Унгария. България поема задължението да построи за своя сметка последната връзка от железния път между Виена и Цариград по линията Вакарел – Цариброд в срок до 1886 година.[7]
- 16 юни 1883 – Подписана е дълговата конвенция с Русия.[8]
- 14 и 21 август 1883 – Либералите печелят изборите за попълване на парламента и намаляват мнозинството на консерваторите в Третото ОНС.[9]